# Federación Leonesa de Fútbol
La Federación Leonesa de Fútbol (o Federación Leonesa Regional de Fútbol) fue una federación futbolística encargada de regir el panorama futbolístico leonés entre 1935 y su disolución en 1939.

## Historia
Los antecedentes a la Federación Leonesa Regional de Fútbol se podrían situar en la celebración del Campeonato Regional Leonés de 1924 disputado por equipos de León, Salamanca y Zamora, y en el cual se alzó como campeón la Unión Deportiva Española de Salamanca.
No obstante, pese a haberse dado previamente dicho torneo, la Federación Leonesa Regional de Fútbol no se fundó hasta la Segunda República, estando operativa varios años hasta su disolución en 1939, integrándose entonces los equipos de León, Zamora y Palencia en la Federación Asturiana de Fútbol.
En cuanto a sus funciones, la Federación Leonesa de Fútbol era la encargada de organizar una serie de torneos, que enfrentaban a los equipos de la región leonesa.

## Organización
La Federación Leonesa de Fútbol se estructuraba regida por varios subcomités provinciales. En este sentido, la prensa de la época muestra que en 1935 en el caso de la provincia de Zamora era presidente del subcomité provincial Manuel Casaseca.